# Anton Hegarty
Anthony „Anton” Hegarty (ur. 14 grudnia 1892 w Londonderry, zm. 10 sierpnia 1944 w Rugby) – brytyjski lekkoatleta (długodystansowiec), wicemistrz olimpijski z 1920.
Na igrzyskach olimpijskich w 1920 w Antwerpii zajął 5. miejsce w biegu przełajowym, a reprezentacja Wielkiej Brytanii zdobyła w tej konkurencji srebrny medal drużynowo (reprezentacje zostały sklasyfikowane według sumy miejsc trzech najlepszych zawodników). Obok Hegarty’ego punkty w drużynie brytyjskiej zdobyli również James Wilson (4. miejsce) i Alfred Nichols (12. miejsce).
Hegarty dwukrotnie wystąpił w Crossie Narodów (poprzedniku mistrzostw świata w biegach przełajowych. W 1920 zajął 12. miejsce, a w 1921 28. miejsce.
Zginął w 1944 w wyniku wypadku drogowego.